# Coleochloa
Coleochloa Gilly é um género botânico pertencente à família Cyperaceae.

## Sinônimo
- Eriospora Hochst. ex A.Rich.

## Espécies
- Coleochloa abyssinica
- Coleochloa glabra
- Coleochloa microcephala
- Coleochloa oliveri
- Coleochloa pallidior
- Coleochloa rehmanniana
- Coleochloa schweinfurthiana
- Coleochloa setifera
- Coleochloa villosula
- Coleochloa virgata